# رينيه إيزيدورو غارسيا
رينيه إيزيدورو غارسيا (بالإسبانية: René Isidoro García)‏ هو مدرب كرة قدم ولاعب كرة قدم مكسيكي، ولد في 4 أبريل 1961 في مدينة سان لويس بوتوسي في المكسيك. لعب مع أتلانتي إف سي ونادي أطلس ونادي باتشوكا ونادي بويبلا ونادي سان لويس.